# Bug occidentale
Il Bug occidentale (in polacco Bug; in ucraino e in bielorusso Буг?, Buh) è un fiume, lungo 772 km, che scorre in Ucraina, Bielorussia e Polonia.
Per gran parte del suo corso rappresenta il confine orientale della Polonia.

## Nome
Sembra che il nome di questo fiume risalga ai tempi preistorici, in cui la regione era abitata da tribù germaniche. La radice *baug- (conservata nelle parole del tedesco biegen e dell'inglese bow) significava "piegare", "curvare", "arco" e simili. Quando arrivarono nella zona i protoslavi, essi adottarono il nome del fiume dagli abitanti preesistenti. Stesso esito ebbe il nome di un altro fiume dell'Ucraina, il Bug Orientale.
Oggi in Polonia questo fiume si chiama semplicemente Bug (pron. /buk/), mentre in Ucraina c'è necessità di distinguere tra i due Bug, per cui il Bug occidentale si chiama Західний Буг, Zachidnyj Buh. Il fatto che la pronuncia ucraina e bielorussa del nome "Буг" sia Buh, spiega perché a volte questo fiume viene anche traslitterato come Buh.

## Percorso
Il Bug occidentale nasce nella Galizia, nella parte occidentale dell'Ucraina, scorre dapprima verso ovest e poi svolta verso nord. Attraversa la periferia della città di Brėst e presso Varsavia sfocia nel Narew.
In realtà, il corso d'acqua misurato dalle sorgenti del Bug fino alla foce della Vistola è più lungo della Vistola considerata da sola (1213 km contro 1047 km). In base alla lunghezza, bisognerebbe dire che la Vistola e il Narew sono affluenti del Bug. Storicamente, la Vistola è stata sempre considerata il fiume principale, perché la sua portata è nettamente superiore; tra Narew e Bug c'è stata invece incertezza perché sono di portata simile (fino al 1962 il Narew era considerato affluente del Bug).